# Jan T. Gross
Jan Tomasz Gross (1 de agosto de 1947 em Varsóvia, Mazóvia) é um historiador e sociólogo polaco-americano. Foi professor de Guerra e Sociedade  na Universidade de Princeton, Nova Jersey.

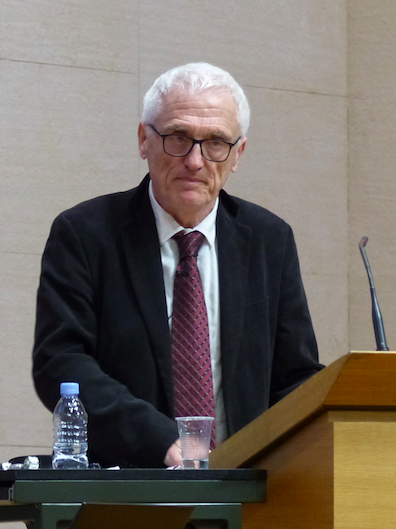
Jan T. Gross no Collège de France, em 2019